# Fumeral del Rajolar La Aldayense
El Fumeral del Rajolar La Aldayense és un fumeral industrial al camí Fondo d'Aldaia. És un bé de rellevància local amb identificador número 46.14.021-E13.
Està situat en l'antic rajolar construït entre 1920 i 1930 i està construït en rajola de fang de cuit, resistent a altes temperatures. De base quadrada i amb remat de motllures formant una cornisa amb una piràmide truncada on comença amb secció octogonal el canó del fumeral, que té una lleugera inclinació en la part més alta i un clavill al remat que separa l'obra de rajola. El fumeral està rematat amb dos anells que fan una cornisa que el protegeix de l'aigua de pluja, Té un estat de conservació regular.